# Gas (Kansas)
Pour les articles homonymes, voir Gas.
Gas est une municipalité du centre des États-Unis située dans le Kansas, au nord-ouest du comté d'Allen. Lors du recensement de 2010, sa population s’élevait à 564 habitants. La ville a été nommée en référence à l'abondance de gaz naturel que l’on a trouvé dans la région.

## Histoire
Au cours de l’été 1898 on découvrit du gaz naturel dans le canton d’Elm. A la même époque, un certain E.K. Taylor vendit les terrains qui composaient sa ferme. Il céda une parcelle de 24 ha à des entreprises de transformation du zinc et divisa le reste en lots. C’était la naissance de « Gaz city ». L’endroit connu un rapide développement. Le carburant bon marché issu de l’abondance de gaz naturel permit l’implantation d’usines produisant toutes sortes de biens. En 1910, la population s’élevait à 1 281 habitants ; la ville possédait une banque, un journal quotidien et un journal hebdomadaire, un opéra, des grands magasins et des bureaux télégraphiques. En août 1899 on ouvrit un bureau de poste pour les mandats internationaux à partir duquel le courrier était distribué gratuitement dans les régions voisines.